# Naissance en 1005
Naissance
- 1001
- 1002
- 1003
- 1004
- 1005
- 1006
- 1007
- 1008
- 1009

Cette page dresse une liste de personnalités nées au cours de l'année 1005 :
- 20 juin : Ali az-Zahir, septième calife fatimide, roi de Damas et roi d'Alep.

- Bérenger-Raimond Ier de Barcelone, surnommé le Courbé, est un comte de Barcelone qui porta également les titres de comte de Gérone et d'Osona.
- Berthe de Blois, fille du comte  Eudes II de Blois, comte de Blois et de Irmengarde d'Auvergne.
- Clément II, pape.
- Eilika de Schweinfurt, noble de Bavière.
- André Ier de Hongrie, roi de Hongrie.
- Isaac Ier Comnène, empereur byzantin (ou en 1007).
- Llywelyn Aurdorchog (en), noble gallois.
- Mahmoud de Kachgar, linguiste ouïgour.

## Crédit d'auteurs
- Cet article est partiellement ou en totalité issu de l'article intitulé « 1005 » (voir la liste des auteurs).